# ایستگاه هاماماتسوچو
ایستگاه هاماماتسوچو (انگلیسی: Hamamatsuchō Station) یک ایستگاه قطار است که در منطقه میناتو-کو، توکیو در ژاپن قرار دارد. این ایستگاه توسط شرکت راه‌آهن شرق ژاپن و توکیو مونوریل اداره می‌شود.